# 카세야 센터
카세야 센터(영어: Kaseya Center)는 미국 플로리다주 마이애미 근교에 있는 실내 경기 시설이다. 현재 NBA 마이애미 히트의 홈경기장으로 사용하고 있으며, 과거 WNBA 마이애미 솔의 홈경기장으로 사용했다.